# Mentolowe papierosy
Mentolowe papierosy – singel polskiej grupy muzycznej Dr Misio z jej debiutanckiego albumu studyjnego Młodzi. Wydany 1 marca 2013 przez wytwórnię płytową Universal Music Polska. Do utworu został zrealizowany teledysk, wyreżyserowany przez Bartosza Piotrowskiego, w którym poza zespołem wystąpili Katarzyna Zielińska, Katarzyna Wzorek oraz Paula Urbanek. 

## Twórcy
Skład zespołu
- Arkadiusz Jakubik – wokal prowadzący
- Paweł Derentowicz – gitara elektryczna
- Mario Matysek – gitara basowa
- Radek Kupis – instrumenty klawiszowe
- Jan Prościński – perkusja

Dodatkowi muzycy
- Olaf Deriglasoff – produkcja muzyczna
- Mateusz Pospieszalski – aranżacja